# Woodland (Mississippi)
Pour les articles homonymes, voir Woodland.
Woodland est un village américain situé dans le comté de Chickasaw, dans le Mississippi. Selon le recensement de 2020, sa population est de 110 habitants.